# Atopsyche chimuru
Atopsyche chimuru är en nattsländeart som beskrevs av Schmid 1989. Atopsyche chimuru ingår i släktet Atopsyche och familjen Hydrobiosidae. Inga underarter finns listade i Catalogue of Life.